# Videojoc de terror
Els videojocs de terror són un gènere de videojoc on es pretén mantenir al jugador en constant tensió i suspens. Una caracteristica d'aquest gènere és la importància que se li dona a la narrativa o història i els efectes visuals i auditius.

## Història
L'origen dels jocs de terror es remunta als anys 70, quan la tecnologia comença a permetre una recreació millor de la por en pantalla. No va ser fins als anys 80 que comencen a sortir videojocs més centrats en produïr por i terror al jugador. L'empresa de videojocs Capcom va convertir-se amb el referent dels videojocs de terror fent Ghost 'n Goblins l'any 1985 i Castlevania l'any 1986. Gràcies a l'èxit que tenien aquest tipus de jocs altres desenvolupadores van començar a fer els seus propis videojoc de terror.
L'any 1996 es va fer un pas important dins del desenvolupament dels videojocs de terror amb la creació de Resident Evil per part de Capcom. Aquest va crear un nou subgènere, el survival horror, que destaca per crear un terror molt personal, basat en l'atmosfera, la sensació de perill i, sobretot, l'escassetat de recursos. Al mateix any 1996 també va aparèixer en escena una nova saga de videojocs de terror amb The House of the Dead, de la companyia japonesa Sega. Aquests jocs van acabar de consolidar el mercat dels jocs de terror.
A l'entrada del nou segle una bona part del sector dels videojocs de terror eren creats per part de petites empreses o grups de gent com Frictional Games amb el joc d'Amnesia: The Dark Descent, Red Barrels amb Outlast o Parsec Productions amb Slender: The Eight Pages. A l'any 2014 va sortir una nova saga anomenada Five Nights at Freddy's que va guanyar molta popularitat a causa del gran nombre de creadors de contingut que van jugar al joc. Els videojocs de terror han anat guanyant seguidors i mercat gràcies al gran nombre de videojocs d'aquest gènere que s'han anat creant i les innovacions que han incorporat com el multijugador en Dead By Daylight, creat l'any 2016, o la compatibilització de les ulleres VR de diversos videojocs entre els quals hi és Resident Evil.

## Subgèneres
Survival horror: Aquest subgènere es centra amb la supervivència del jugador. Els jugadors han de buscar recursos i lluitar per mantenir-se amb vida contra onades d'enemics. Exemple: Resident Evil
Acció-terror: En aquest tipus de videojoc es combinen elements dels jocs de terror amb els dels jocs de trets en primera o tercera persona. Apropen els jugadors al protagonista, brindant-los una experiència més immersiva que és ràpida i plena d'ensurts. Exemple: Resident Evil 4
Jump scare: aquest videojoc de terror utilitza sons o crits aterridors destinats a espantar el públic sorprenent-los amb un canvi brusc d'imatge o d'esdeveniment. Exemple: Five Nights at Freddy's
Terror psicològic: Els videojocs de terror psicològic són un subgènere que està destinat a espantar el jugador a través d'estats emocionals, mentals o psicològics. Exemple: Amnesia: The Dark Descent